# 삼지연비행장
삼지연비행장(三池淵飛行場, 영어: Samjiyon Airport, IATA: YJS, ICAO: ZKSE)은 조선민주주의인민공화국 량강도 삼지연시에 위치한 군-민 공용 공항이다. 백두산 천지에서 동남쪽으로 약 32 km 떨어져 있다.
민항으로는 주로 백두산 관광객의 수송에 이용되며, 2005년에 대한민국이 지원한 피치 8천 톤으로 활주로와 진입로를 보수하였다.

## 공군기지
삼지연비행장에는 조선인민군 공군 8 항공사단 예하의 8 수송연대가 주둔하고 있다.

## 시설
삼지연비행장은 07/25 방향의 길이 3300 m×폭 60 m인 활주로 1본과 유도로 하나로 구성되어 있다.
이 공항의 활주로는 대한민국의 제주국제공항 주활주로(07/25 방향, 길이 3180 m×폭 45 m)와 방향, 길이는 거의 같고 폭은 더 넓다. 다만, 활주로의 포장강도가 약해서 대형항공기는 운항할 수 없고, 그 밖의 공항 시설도 미흡해 중형항공기가 운항하기에도 제약이 있다.

## 2018년 3차 남북정상회담
2018년 9월에 남북정상회담을 위해 조선민주주의인민공화국을 방문한 대한민국의 문재인 대통령이 9월 20일에 백두산 천지에 오르기 위해서 이 공항을 이용하였다.

## 운항 노선

### 국내선
| 항공사   | 목적지         |
| -------- | -------------- |
| 고려항공 | 부정기편: 평양 |

## 같이 보기
- 삼지연 미사일 기지
- 삼지연 초대소